# Will Smith (ishockeyspelare)
William "Will" Smith, född 17 mars 2005, är en amerikansk professionell ishockeyforward som spelar för San Jose Sharks i National Hockey League (NHL).
Han har tidigare spelat för Boston College Eagles i National Collegiate Athletic Association (NCAA) och Team USA i United States Hockey League (USHL).
Smith draftades av San Jose Sharks i första rundan i 2023 års draft som fjärde spelare totalt.

## Statistik
| 2021–2022   | Team USA               | USHL        | 36 | 14 | 14 | 28  | 28 | — | — | — | — | — |
|             | U.S. National U17 Team |             | 35 | 17 | 20 | 37  | 8  | — | — | — | — | — |
|             | U.S. National U18 Team |             | 28 | 14 | 13 | 27  | 20 | — | — | — | — | — |
| 2022–2023   | Team USA               | USHL        | 20 | 15 | 27 | 42  | 20 | — | — | — | — | — |
|             | U.S. National U18 Team |             | 60 | 51 | 76 | 127 | 28 | — | — | — | — | — |
| 2023–2024   | Boston College Eagles  | NCAA        | 41 | 25 | 46 | 71  | 14 | — | — | — | — | — |
| 2024–2025   | San Jose Sharks        | NHL         | 1  | 0  | 0  | 0   | 0  | — | — | — | — | — |
| NHL totalt  | NHL totalt             | NHL totalt  | 1  | 0  | 0  | 0   | 0  | — | — | — | — | — |
| USHL totalt | USHL totalt            | USHL totalt | 56 | 29 | 41 | 70  | 48 | — | — | — | — | — |

### Internationellt
| Källa: Uppdaterad: 2024-10-11 | Källa: Uppdaterad: 2024-10-11 | Källa: Uppdaterad: 2024-10-11 |         | Utv = Utvisningsminuter | Utv = Utvisningsminuter | Utv = Utvisningsminuter | Utv = Utvisningsminuter | Utv = Utvisningsminuter |
| År                            | Lag                           | Mästerskap                    | Matcher | Mål                     | Assists                 | Poäng                   | Utv                     |                         |
| ----------------------------- | ----------------------------- | ----------------------------- | ------- | ----------------------- | ----------------------- | ----------------------- | ----------------------- | ----------------------- |
| 2022                          | USA                           | U18-VM                        | 4       | 2                       | 2                       | 4                       | 0                       |                         |
| 2023                          | USA                           | U18-VM                        | 7       | 9                       | 11                      | 20                      | 2                       |                         |
| 2024                          | USA                           | JVM                           | 7       | 4                       | 5                       | 9                       | 0                       |                         |
| 2024                          | USA                           | VM                            | 5       | 0                       | 0                       | 0                       | 0                       |                         |
| Junior totalt                 | Junior totalt                 | Junior totalt                 | 18      | 15                      | 18                      | 33                      | 2                       |                         |
| Senior totalt                 | Senior totalt                 | Senior totalt                 | 5       | 0                       | 0                       | 0                       | 0                       |                         |